# 缶方
缶方，是殷墟甲骨文记载的武丁时商朝的方国。在今山西省永济市西北。
《殷契粹编》5393片：“缶不其来见——缶不其来王”。缶是商朝西部的方国，拒绝入朝商廷，袭击商王军旅。基方也起兵与缶方联合。武丁先派武贵族子商率领大批商军进攻基方、缶方，又派贵族奠、雀、曹等率军增援。武丁又亲率大军与缶军战于蜀（今山西西南）。经过数月作战，武丁还调动了我与雀等属国和贵族武装攻缶，最后擒获其首领杀祭商人先王，并将缶与蜀都纳入商朝的版图。